# 仮面ライダーBLACK (キャラクター)
- 仮面ライダーシリーズ
  - 仮面ライダーBLACK > 仮面ライダーBLACK (キャラクター)
  - 仮面ライダーBLACK RX > 仮面ライダーBLACK (キャラクター)
  - 仮面ライダーBlack > 仮面ライダーBLACK (キャラクター)
  - 仮面ライダーBLACK SUN > 仮面ライダーBLACK (キャラクター)

仮面ライダーBLACK（かめんライダーブラック）は、『仮面ライダーBLACK』などの仮面ライダーシリーズに登場する架空のキャラクター。ここでは、その正体の南光太郎（みなみ こうたろう）、および光太郎が続編『仮面ライダーBLACK RX』にて変身する仮面ライダーBLACK RXとその派生形態、漫画版『仮面ライダーBlack』のキャラクター、VOD『仮面ライダーBLACK SUN』にて変身する仮面ライダーBLACK SUNとブラックサン（黒殿様飛蝗怪人）、新創世王（大蝗怪人）についても記述する。

## 仮面ライダーBLACK
南光太郎が変身を遂げるキングストーン〈太陽の石〉を体内に有したバッタの遺伝子を大神官ダロムによって埋め込まれた世紀王。生体改造人間の王に君臨する存在でありブラックサンの名を取る。肉体への改造が施された後、信彦の実父である秋月総一郎の妨害によって脳改造の寸前で脱出に成功し、人類を護るために仮面ライダーBLACKを名乗って暗黒結社ゴルゴムに孤独な闘いを挑む。バッタがモチーフとされる。
序盤は人知れず戦闘を重ねていたが、徐々に世間へも認知されていった。終盤では人類の生死を託される唯一無二の存在にまで昇りつめ、彼の死は人々を意気消沈させ、また復活は生きる希望を与えた。
ライダーパンチで殴打した後、すぐさまライダーキックで蹴り抜く連続攻撃を必殺技としてゴルゴム怪人を撃破する。
『RX』へは『BLACK』の映像を流用した回想シーン以外には登場していないが、第1話開始直後に変身ポーズを取っている。ジャーク将軍に変身機能を封じられ宇宙へ駆逐されるが、結果的にそれがRX誕生に繋がった。
主要関節部から露出したバッタ男の表皮である改造筋肉フィルブローンは常人の30倍の力を発揮し、超聴覚センシティブイヤーは500メートル先の囁き声を聞き取ることができる。マルチアイはテレスコープ（望遠）・ブロードサイト（広角）・ノクトビジョン（暗視）の能力を有し、主に敵の動きや弱点を見抜くために使われ、ロードセクターのコンピューターと連動させることで透視や部分拡大させることや、光太郎の姿のままでも使用が可能。
変身ベルトには特定の名称が付けられていない。
変身プロセスは以下の通り。
1. 「変身」の掛け声と共に一定の変身ポーズを取る。
2. キングストーン周辺の細胞が強烈な閃光と共に変身ベルトの形を創り、ベルト中心部のエナジーリアクターがエネルギーを増幅して全身へと送り込む。
3. 特殊冬眠遺伝子MBGの活動により、まず身体が奇怪なバッタ男の姿へと変わる。
4. さらにその表皮を黒い強化外骨格状皮膚リプラスフォームが覆うことによって変身が完了する。

また、ジャンプ中に一定の動作をとりつつ「変身」の掛け声で変身することもできる。
- 肉体が徐々に変化していく変身シーンは、石ノ森章太郎が『仮面ライダーアマゾン』で構想していたイメージを踏襲している。

主な必殺技
バイタルチャージ / キングストーンフラッシュ
ファイティングポーズを取ることで、エナジーリアクターを回転・発光させて、キングストーンが生み出す体内エネルギーを細胞各所に増幅・充填し、さらに攻撃の威力を上昇させる。戦闘を重ねるたびに能力を上昇していたが、クジラ怪人が有する命のエキスの摂取により数倍のパワーアップを遂げる。
身体に付着した粘着物を払拭する、敵の幻術を破る、呪縛の打破、敵のエネルギー攻撃を跳ね返す、強烈な閃光で敵を眩惑するなどの多彩な使用法がある。
第49話ではダロムの破壊光線との撃ち合いでダメージを与えた。最終回（第51話）ではシャドームーンのシャドーフラッシュに隷属させられたバトルホッパーを解放した。劇場版2では亡霊世界に閉じ込められたロードセクターを現実世界に呼び戻した。
ライダーパワーフラッシュ
ジャンプした後空中からキングストーンフラッシュを放つ。
ライダーキック
足先にキングストーンエネルギーを集中させて30メートル以上ジャンプし、右足先にエネルギーを集中させ、30センチメートルの厚さの鉄板を貫通させる破壊力を生み出し、繰り出す跳び蹴り。空気との摩擦で足先が赤熱発光するほどのスピードである。ほとんどの戦いでとどめに用いられたBLACK最大の必殺技。
第13話よりキックの前に身体の屈伸の反動が加わり、威力が3倍になった。さらにバイタルチャージによって威力をより強化できる。第18話では剣聖ビルゲニアの盾・ビルテクターにほぼ完全に防がれたが、第28話ではこれを損傷させ、かつビルゲニア自身にもダメージを与えるなど、その後も威力の向上が見られる。
一度だけではあるが怪人相手以外にも使用しており、第25話にてビルゲニアが搭乗したロードセクター対抗用のバイク・ヘルシューターを一撃で全損させた。
『仮面ライダーバトル ガンバライド』ではブラックキックの名称が付けられている。
バリエーション
様々なバリエーションがあるが、ライダーキックでまとめられている。
- 高速移動する敵をジャンプでかわし空中で回転してからのライダーキック - 『BLACK』第29話で使用。
- 敵の両腕の付け根目がけて開脚ぎみに両足蹴り - 『BLACK』第38話で使用。
- 『BLACK』第29話の技の変則技 - 『BLACK』第39話で使用。
- 敵の攻撃を利用してからのライダーキック - 『BLACK』第40話で使用。
- 延髄蹴り - 『BLACK』第47話でシャドームーンに使用。
- 後から効果が出る回し蹴り - 『BLACK』第49話でコウモリ怪人に使用。

ライダーパンチ
右の拳にキングストーンエネルギーを集中させ、相手に突撃するようにジャンプして繰り出す必殺パンチ。主にライダーキックへの繋ぎ技として使用するが、一部の敵においてはこの技がとどめとなったこともある。
第13話で従来のパンチをカニ怪人に破られたため、特訓の末にパンチの前に身体の屈伸の反動が加わり、威力が3倍になった。バイタルチャージとの併用でさらに威力を強化できる。
バリエーション
様々なバリエーションがあるが、ライダーパンチでまとめられている。
- 空中で高速回転して加速を付けてのライダーパンチ - 『BLACK』第11話で使用。
- 前転してからのアッパー - 『BLACK』第17話でバク怪人に使用。
- 敵の上空から急降下してライダーパンチ - 『BLACK』第15話でイワガメ怪人に使用。
- バイタルチャージして連続ライダーパンチ - 『BLACK』劇場版でカメレオン怪人に使用。
- 投げられた力を利用しての反転パンチ - 『BLACK』第28話で使用。

ライダーチョップ
右の手のひらにキングストーンエネルギーを集中させて赤熱発光させ、空中からチョップを決める。直径10センチメートルの鋼鉄棒を切り裂くほどの威力がある。主に敵怪人の部位破壊に使用し、初期ではライダーキックと併用している。
ゲーム『正義の系譜』ではバイタルチャージと屈伸のアクションを混ぜた強化版、および派生技を使用している。
バリエーション
様々なバリエーションがあるが、ライダーチョップでまとめられている。
- バトルホッパーに乗ってチョップ - 『BLACK』第4話で使用。
- ライダージャンプから敵の脳天へチョップ - 『BLACK』第5話で使用。
- 水平チョップ - 『BLACK』第18話でクロネコ怪人に使用。
- ライダージャンプで敵を飛び越し背後からチョップ - 『BLACK』第49話で使用。

ライダー投げ
敵を抱え上げて地面に叩きつける技。突撃する怪人をいなして巴投げのように投げ飛ばす形も多用する。
ライダージャンプ
その場で垂直ジャンプする。バッタ怪人が原型である仮面ライダーを上回るジャンプができる怪人は少なく、回避や状況の立て直しに使われる。身長の約15倍の高さに飛び上がる。
センシティブイヤー
500メートル先の囁き声も聴取可能な耳。上下2つの器官で、上部の三角形の穴で通常の音声、下部の四角い穴で超音波を聴きとることができる。
パワーストライプス
ベルトからではなく、首周り・手首・足首にある赤と黄のラインから蓄積されたキングストーンエネルギーを放出する。ストライプから全身に行き渡らせ、身体能力や必殺技の威力の上昇、また敵の拘束を解く際に使われる。
ライダーセンサー
昆虫の触角のように可動し、額のアラートポイントと連動して、周囲の空気や熱をキャッチして敵の動きをサーチする。目が見えない状況も敵の動きを捕らえられる。先端で温度、それ以外の部分で匂いや空気の流れ、敵の体温などの探知、敵の位置や動きの分析、周囲の状況を確認することが可能。マルチアイ同様、敵の動きや弱点をつかむために使われたが、使用したのは第18話と第19話の2回のみ。
サタンサーベル
ビルゲニアが入手・使用し、その後シャドームーンの手に渡った、世紀王のみが持つことを許される剣。劇中では主にBLACKはサタンサーベルを持つ強敵たちと対峙し苦しめられる立場であったが、本来世紀王であるBLACKもサタンサーベルを使いこなすことができる。
最終話では、シャドームーンが手放したところを奪って使用し、シャドーチャージャーを斬りつけ決定的な一撃を与えた。さらに、あらゆる攻撃をバリヤーで防御する創世王を倒す最後の手段として自身も世紀王だったことを咄嗟に思い出し、手許に召喚するとそのまま投げつけて創世王にとどめを刺している。戦いの後、崩壊するゴルゴム神殿を脱出した光太郎の手にあったが、光太郎が空に向かって投げ捨てると、そのまま赤い光の粒子となって消滅した。
シャドームーンとの決戦後は、サタンサーベルを渡してくれと懇願する瀕死のシャドームーンに迷いながらも渡すという優しさもみせていた。
『BLACK』本編でBLACKが武器として使用したのは最終話（第51話）での2回のみ。

デザイン・造形
デザインは、原作者の石ノ森章太郎による案を基にバンダイ側によって清書され、後述の石ノ森の監修で完成した。デザインのフィニッシュはバンダイ傘下のプレックス・村上克司が手がけた。それまでのマフラーとスーツに、グローブとブーツといった「人が着ている」印象を排除した、生物的・外骨格的とも評されるソリッドなデザインは後のライダーにも影響を与えた。石ノ森はBLACKのコンセプトを「仮面ライダー0号」としている。
当初は昆虫の特徴を外見に押し出したバッタ男が強化服を纏うという設定であったが、テレビで登場させるにはグロテスクではないかとの意見からスマートなデザインに変更された。石ノ森が描いたデザインには、フィルブローンが描かれていないものもある。黒という色は、当時の流行のデータを基にしており、また原点回帰の意味合いも持つ。石ノ森の世紀王のデザインラフでは体色が緑となっている。
胸のマークは蛇とリンゴをモチーフとしている。
バッタ男はボディも含めた全身が描かれたが実際には頭部のみ造形され、シャドームーンと共用するものとなった。光太郎役の倉田は、自身や岡元と同じ背丈の人物がいなかったため、第1話の撮影当日に急遽自身がバッタ男のスーツを着ることになったという。
スーツは岡元の身体のいたるところを採寸して造られたものである。変身時の透明になるマスクは合成ではなく、アクリル製のスケルトンマスクをバッタ男のマスクに被せたものだという。当初の撮影用スーツには筋肉組織はなく、ロボットのように艶がある体表で、マスクのクラッシャー部分も銀一色に塗られただけであったが、石ノ森の「もっと生物っぽくしたい」という要望から、筋肉組織を関節部に追加し、艶消しの体表、シャドー吹き塗装が口周りに追加された。

## 仮面ライダーBLACK RX
仮面ライダーBLACKがパワーアップした姿。クライシス帝国に囚われ、変身機能を破壊されたうえで宇宙空間に放り出された南光太郎が太陽の光を浴びたとき、体内のキングストーンのエネルギーと太陽光のエネルギーが融合してハイブリッドエネルギーを生み出したことにより強化復活を遂げた。
当初は人知れずクライシス帝国と戦っていたが、BLACKの時と同様にやがて世間にヒーローとして認知されていく。
太陽の子、光の王子の異名をもつ。作中では名乗り以外でフルネームで呼ばれることは少なく、もっぱら「RX」と呼ばれる。稀に「仮面ライダーRX」という略称も用いられる。一般人からは前作同様、単に「（仮面）ライダー」と呼ばれることも少なくない。
RXへの変身に際して、まず光太郎は「変身！」と発声しながら右手を腰に当て、左拳を顔の高さに構える。次いで右手を天に向けて伸ばしたのち、胸元まで振り下ろして、さらに左へ振る。右手を腰へ戻し、左腕を右横に出してから、両手を最初の位置まで戻して止める。すると光太郎の全身をハイブリッドエネルギーが駆け巡り、ベルトのサンライザーが輝いて、変身完了となる。
BLACKのリプラスフォームより耐久力の増した超強化皮膚RXフォームで全身を覆い、むき出しだった頸部は新たに生まれたネックガードによって守られている。左胸にあった世紀王の紋章は、太陽光線を受けて「RX」と読める形状のRXエンブレムに変わっており、正義の心と力を表している。
腹部には新たな部位サンバスクが備わり、ここで取り入れられた太陽光線とキングストーン＝太陽の石との結合反応が生み出すハイブリッドエネルギーによって、BLACK時代をおよそ3倍上回るパワーを発揮するほか、太陽光線を受けることにより、RXの受けたダメージをその場で回復させる。キングストーンも時に光太郎に神託のようにアドバイスを与えることもある（第2話・第16話）。防御力もBLACK時より強化されており、絶対零度から6000℃までの高熱に耐え、その他の様々な攻撃に対しても強い耐性を見せるが、極端にダメージを受けるとサンバスクから煙が出て太陽エネルギーが不足する。
怪魔界など太陽光線の差し込む期間が限られるような場所で変身の制限を受けるという弱点が、序盤は特に強調されていたが、後に夜間でも支障なく変身している描写が見られるようになった。また、もう一つの致命的な弱点として、リボルケインを生成する際に、キングストーンが無防備になる点がある。この他にもサンバスクを破壊されると能力が一時的に大幅な減退を見せるが、太陽光線とキングストーンのエネルギーによって再生する描写が見られた。
映画『仮面ライダー世界に駆ける』では、クライシス帝国が過去に侵入したことで、BLACK RXが太陽の光を浴び、RXに進化する前に戻されたため、BLACKの姿に変えられたが、時間を超えてRX・ロボライダー・バイオライダーが現れる。
- 太陽光線をエネルギーとするという設定は、時代に通用するヒーローとするために太陽電池など当時の最新技術から取り入れられた[19]。
- スーツアクターの岡元次郎は、ブルース・リーやスタン・ハンセンのイメージから、決めポーズでは人差し指と小指を立てている[32]。当初はカメラマンの松村文雄から「女のようだ」とたしなめられていたが、岡元はこれを押し通し定着させた[32]。

専用ツール
サンライザー
変身ベルト。サンバスクによって変換されたハイブリッドエネルギーを全身に送り込み、光太郎をRXへと変身させる。
変身時には第4話まではベルトの発光部分が赤く回転・点滅するエフェクトだが、第5話から、一方の発光部分が太陽が回転するような描写に変更された。
内部のキングストーンに怒りや哀しみのエネルギーが注がれることで、RXをバイオライダーやロボライダーに変身させ、形状も変化するが、その際も名称は同じである。
リストビット
左手首に装着している特殊ブレスレット。テレパシーを増幅し、専用マシンを呼び寄せる。
ロボライダーやバイオライダーでも装備されているが、中心メカ以外のブレスの形状は異なる。
- 玩具「アクションコントロール DX変身ベルト」では、リストビットに内蔵された振動センサーによって起動電波を発信し、サンライザーの変身ギミックを作動させる仕組みになっている。

リボルケイン
サンライザーによって太陽光の粒子を凝縮化することで生成される杖状のスティック。体内のハイブリッドエネルギーによって光の粒子を凝縮することで形成される。RXが「リボルケイン！」と発声してサンライザーに手を当てると、エナジーリアクターの左側から柄が出現する。それを左手で引き抜くと鍔部分の赤い風車リボルジャイロが急速に回転して、光エネルギーの波動に包まれた本体部分が出現した後、右手に持ち替えて扱う。
光エネルギーが青白い波動となって本体を包んでおり、常に輝いている。最終回（第47話）では蛍光灯を用いたプロップが使用された。
先端部分でどんな硬い物質も一撃で貫くほか、刀のように振るえば物体を切断できる。伸縮自在のため、鞭のように変化させることも可能。さらに先端から光弾を発射する機能も有するが、本編での使用例はない。
使用者の成長に応じて進化する性質を備えており、RXがロボライダーやバイオライダーに姿を変えると、それぞれの専用武器に変化する。
RX以外の者に使用可能か否かは不明である。

必殺技や能力
リボルクラッシュ
リボルケインで敵を突き立て、ハイブリッドエネルギーを体内に拡散させて充填ピークとともに内部爆発させる、RXが最も多用した技にして最強の必殺技。ただし、劇中における技名呼称はなし。
エネルギーの奔流により、敵を貫いた先から火花が噴出する。標的からリボルケインを引き抜いた後にRXは標的から間合いを置き、リボルケインで「R」の字を描くように見得を切り、最後にリボルケインを振り下ろすタイミングで標的は爆死する。
高空にジャンプし、急降下とともに突き刺す、アクロバッターに乗って加速をつけて突き刺す、離れた敵に投げつけて貫くなどのバリエーションがある。
初披露時からクライシス皇帝との最終決戦に至るまで、ほぼすべての怪魔戦士を一撃で葬ってきたリボルクラッシュだが、光エネルギーの波動をものともしない強固な肉体の最強怪人グランザイラスには片手でつかみ取られており、これが唯一の防がれた例となった。
後年の客演では使用されてこなかったが、『スーパーヒーロー大戦GP 仮面ライダー3号』で本編以来26年ぶりに使用した。
RXキック
BLACK時代のライダーキックの3倍以上の威力を持つ高空からの必殺キック。空気との摩擦で足先が発光していたBLACKのライダーキックと同様、両足先が赤く発光するが、大きな違いは両足で蹴り込むようになったことと体内のハイブリッドエネルギーを打ち込む点。地面を右手で叩き、後ろ向きの宙返りの後に繰り出す、身体にひねりを加えて放つ、またはこれらの動作をすべて組み込み使用するなどのバリエーションが存在するが、劇中での呼称は「RXキック」で変わらない。リボルクラッシュの繋ぎ技として使用されたが、ガテゾーンとの最終決戦では、とどめの一撃となっている。背面や反転して蹴りこむ場合もある。また、足先を発光させない通常攻撃のキックでも、RXは基本的に両足で蹴り込むが、右足で蹴り込む場合もある。
RXパンチ
BLACKが放つライダーパンチの3倍の威力を持つ。両手で繰り出すダブルパンチはさらに強烈で、重量級の怪魔ロボットを10メートルも吹き飛ばせる。
RXチョップ
BLACKが放つライダーチョップの3倍の威力があり、敵の武器を破壊する際に多用された。
RX投げ（RXシュート）
自身よりも重い敵を怪力で100m以上敵を背負い投げや回転投げで投げ飛ばし、地面に叩きつける技。
マクロアイ
BLACKのマルチアイが強化された両複眼。マルチアイの望遠、広視界、暗視の他、赤外線機能も備わっている。第42話ではゲドルリドルがエネルギーを補充する際の隙を見切る形で使用された。
ソーラーレーダー
額の中央ランプサイコインジケーターと連動し、電波や音波の探索のほか、水源地や震源地の情報も探知する。
キングストーンフラッシュ
BLACKから引き続いて使用できる、サンライザーからキングストーンエネルギーの閃光を放出する技。
幻術・妖術を打ち破る機能は健在で、第40話では幽霊に化けたチャップの正体を暴いた。第21話や第27話などではサンライザーからの発光によって敵の実体を暴いたり、閃光で敵を怯ませたりしている。
再生能力
太陽の光の下で戦う場合、任意のタイミングで身体を一気に回復させる能力。
RXを太陽の子たらしめる最大の特徴で、劇中でも幾度と無く使用されており、RXがピンチに追い込まれて大ダメージを負った際、大抵この能力によって形勢を逆転させている。
太陽エネルギーを蓄積するサンバスクの機能とされていたが、番組後半では、サンバスクが破壊されても太陽光とキングストーンの能力で回復するようになっていた。

デザイン・造形
デザインは、ブラックと同様に石ノ森章太郎による案を元にバンダイ傘下のプレックスの・村上克司によって清書された。BLACKのデザインワークが生物的なアプローチから始まったのに対し、RXではヒーロー性がより強く追及された。
特撮分野に留まらず幅広い方面にデザイン発注されており、原案スケッチ段階ではロボット風のもの、ハチやシャチをモチーフとしたもの、全身にソーラーパネルを備えたものなどがあった。後に仮面ライダークウガ ドラゴンフォームで実現することになる、カンフーアクションタイプのライダーもこの時点で複数確認できる。
石ノ森が描いたデザインでは、マクロアイが小さく描かれており、原作版の『Black』を彷彿させるものとなっている。また、デザイン画ではソーラーレーダーがマクロアイから直接伸びている意匠となっている。
また、サンライザーは赤い円形部分、いわゆる「タイフーン」を2つ並べた形状をしているが、これは石ノ森章太郎によるRXのラフスケッチ段階で既に見られる。しかし正式決定に至るまでには数多くの検討が重ねられており、開閉ギミックの搭載や、仮面ライダーアギトの「オルタリング」に似た3連タイフーン型も考えられていた。
BLACK RXのスーツアクターを務める岡元次郎は、首を動かすと上体も付いてきたことから、振り向いた際にそこをどう見せていくのが難点であったとしている。

### ロボライダー
『RX』第15話から登場する形態。怪魔ロボットデスガロンによって佐原ひとみの命を目の前で奪われた際の深い悲しみに呼応したキングストーンが変身を可能とした。
哀しみの王子の異名を持つほか、第25話からは炎の王子を名乗る。テレビシリーズでの登場回数は19回。
2段変身に際して、RXが両腕を下げて力を込めると、サンライザーが輝く。次いでサンバスクから放たれる青い光が全身を覆い、黄色の光が体表を走って、変身完了となる。このようにRXの姿を経てロボライダーとなるのが基本であるが、例外的に第35話では、南光太郎が極端に簡略化された変身ポーズを取り、直接ロボライダーへと変身した。
黒と黄色を主体としたボディカラーを特徴とし、胸の紋章は「R2」もしくは「Rr」と読める形に変化している。ボディが耐熱・耐衝撃性に優れた金属質の装甲ロボフォームに変化し、敏捷性には欠けるが、両肩の黒い肩パッド状の部位ソリッドガードによって、RXを上回る1.2倍の防御力と剛力を発揮する。それを生かしたパワフルな肉弾戦や、ボルティックシューターを使っての射撃戦を得意とする。頭部には様々な索敵機能が備わっており、炎をものともしない超視覚機能を持つビスタアイ、敵の弱点を見抜く額のランプビートインジケータ、磁力波を感知する触角状の高性能アンテナメタルレーダーを持つ。弱点は前出の跳躍力と行動速度の低下の他、ボディが金属分子を含むため、強い磁力によって動作が阻害されることがある。
- 特撮ヒーローとして、初の本格的なフォームチェンジであり[18]、歴代仮面ライダー史上、初めて専用の銃を装備したライダーでもある[54]。
- 「哀しみの王子」たるロボライダーの頬には、涙を思わせるラインが描かれている[55]。デザイン画では、ボルティックシューターのホルスターが右脚に描かれ、左胸のエンブレムもない[18]。
- スーツアクターの岡元は、RXとの動きに変化をつけるため、直線的で機械のようなロボットらしい硬い動きのアクションにしているという[22][38]。

専用ツール
サンライザー（ロボタイプ）
変身ベルト。4つの組み合った歯車を内蔵している。
ボルティックシューター
リボルケインが変化した、高出力のレーザー銃。「ボルティックシューター！」と発声し、右大腿部付近で光の粒子を結晶化させて出現する。
ロボライダー初登場の第15話にて、RXの力では破壊できないとされた神殿牢獄の扉をやすやすと破壊する威力を見せた。第43話では、クライシス帝国きっての銃の名手ガテゾーンとの銃撃戦で撃ち勝っている。
グリップ内部のバッテリーパックには、ロボライダー自身のエネルギーが尽きない限り、絶えることなく光エネルギーが補充される。銃身下部の照準器レーザーサイトは、ロボライダーの頭脳と連動しており、命中率は100パーセントを誇る。グリップ部のボタンを押すことで、連射、拡散、熱線、火炎放射など、射出する光エネルギーの種類や威力を自在に変化させることができる。
第46話にて、ジャークミドラとの戦闘でロボライダーが落とした際に茂が拾って発射したことがあったが、専用使用者以外の手で扱われたためか、威力や命中率は通常時より著しく劣っていた。
- デザイン画では、グリップ部分は取り外しが可能なバッテリーとなっていた。

必殺技や能力
ハードショット
ボルティックシューターの破壊光弾で敵を撃ち抜くロボライダーの必殺技。グリップ部のボタンで破壊光弾の太さを4種類に変えることや連射が可能。初期には決め技として何度か用いられた。第19話を最後に決め技としての使用はなく、ボルティックシューターはもっぱら敵にダメージを与えるために使われていた。
ロボパンチ
「RXパンチ」の1.2倍の威力を持つ、ロボライダー形態でのパンチ。両拳によるダブルパンチを打ち出すことが多い。
炎のエネルギーを吸収し、パンチの威力をさらに高めることもできる。こちらはメタヘビー戦にて使用。
ロボキック
全身の力を足に込め、強烈なキックを放つ。
一般的なライダーキックが、ジャンプにより威力を増幅して放たれるのに対し、怪力のロボライダーは跳躍せずに蹴り込む。
瞬間変身
光太郎は通常RXに変身してからロボライダーへと変身するが、瞬間的にロボライダーに変身し、ただちに元の姿に戻ることもできる。このプロセスはクライシス帝国の怪人たちにも知覚できないほど瞬時に完了する。第20話でこの能力を利用して攻撃を防ぎつつ、絶命を装ってビャッ鬼の目を欺いた。
他にも設定のみだが、瞬間的な加速攻撃やコンピューターへの超高速リンクが可能。

### バイオライダー
『RX』第17話から登場する形態。マリバロンの卑怯な策略により、茂と霞のジョーが処刑されそうになる中、ロボライダーでも脱出不可能な強力な電磁力を発生させる処刑室に閉じこめられた際、激しい怒りに呼応したキングストーンが変身を可能とした。
怒りの王子の異名を持つ。テレビシリーズでの登場回数は19回。
2段変身に際して、RXが両腕を交差させてから下ろすと、光が発生する。次いでサンバスクから放たれる青い光が全身を覆い、変身完了となる。各形態の切り替え、いわゆるフォームチェンジは任意であり、RXの姿を経由せず、バイオライダーとロボライダーを相互に変身することもできる。なお、バイオライダーはRXの体内組織を変化させた姿であるため、南光太郎からの直接変身は理論上できない。ただし第41話では仲間たちの念動波のエネルギーを受けて、第45話では的場響子の「命の水」を得ることで、それぞれ光太郎から直接変身を遂げている。
全身を青い皮膚バイオフォームに包んでおり、胸の紋章は「R3」もしくは「RB」と読める形に変化している。身体が液体分子構造を有しており、弾丸やレーザーなどあらゆる物理攻撃、念力などの超能力も一切受け付けない。パワーは劣るが、腹部の赤い人工腹筋サブマッスルによって身軽で瞬発力を生かした素早い動きが可能となり、ロボライダーとは対照的な俊敏な戦法を得意とする。また、水中での活動時間が無制限という特性もあるが、劇中でこれを活かす機会はなかった。頭部には様々な索敵機能が備わっており、汚濁した水中でも先を見通せるフレックスアイ、動植物の意志や生態を解析する額の中央ランプルミナスインジケータ、海中で威力を発揮する触角状のソナーアクアレーダーを持つ。
他の2形態に比べると熱攻撃に弱い。本編ではシャドームーンがシャドービームで周辺地面を高熱化させるという方法で、ゲル化しているバイオライダーにダメージを与え、変身解除させている。
- デザイン画では変身ベルトのバックルも含めて金だったが、ベルト部分のみ銀に変更となった[18]。
- スーツアクターの岡元は、RXとの動きに変化をつけるため、液体をイメージした柔らかくしなやかな動きのアクションにしているという[22][38]。

専用ツール
サンライザー（バイオタイプ）
変身ベルト。RX時から形状は変化しているが、エネルギーを供給する役割は同じである。
バイオブレード
リボルケインが変化した、鋭利な刀剣。「バイオブレード！」と発声し、左腰付近で抜刀の仕種をすることで形成される。
柄の上部にある赤いエネルギーチャージボタンを押すと、刀身に光エネルギーを纏わせ、切れ味を上昇させる。また、光エネルギーを変化させれば、先端からビームを放ったり、盾のように扱うことも可能である。
刺突に優れるリボルケインに対して切断能力に優れ、リボルケインではめったに行われない剣戟や斬撃はおおむねこのバイオブレードで行う。終盤では液化状態から実体化した時点ですでに抜刀していて、そのまま間合いから斬撃を決める戦法も用いた。
バイオライダー以外の者に使用可能か否かは不明である。
- 企画当初はバイオライダーは「忍者」というコンセプトで考えられていたため、小刀に似たデザインも描かれていた。柄の部分のみ意匠が施され、刀身自体はシンプルとなった。

必殺技や能力
バイオパンチ
秒間に50発以上のパンチを打ち込む。
バイオキック
超高速でキックを放つ。
バイオチョップ
パワーとスピードを兼ね備えたチョップを放つ。
スパークカッター
バイオブレードのエネルギーチャージボタンを押し、刀身に青く発光させた光エネルギーを纏わせ、逆袈裟に敵を両断する必殺技。止めの一撃として使用するほかに連続での斬撃も可能。第45話では霊界怪人軍団（8体）を全滅させている。技名の呼称は無い。
漫画『宇宙の11 仮面ライダー銀河大戦』ではゴッド将軍を刺さったバイオブレードで切り上げて倒した技がこう呼ばれた。
液化・ゲル化（バイオアタック）
バイオライダー最大の特徴である、バイオフォームの体細胞組織を液体ないしはゲル状に変化させる能力。自在に宙を飛び回ることもできる。
液化しているために物理的な攻撃でその肉体を傷付けることは難しく、その特性を活かして敵の攻撃を回避する・僅かな隙間から脱出や潜入を行う・拘束状態から離脱するなどの使用法がある。また、身体を水の粒子のレベルにまで分解し、その状態から復元することも可能。
液化とゲル化はRXやロボライダーの状態からでも瞬時に可能。またゲル化からいきなりRXキックを放ち、そのままRXの姿になって戦うなど、特にバイオライダーへの変身を介さずとも自在にゲル化する描写がある。
この状態で宙を飛び回り、高速で敵に体当たりするバイオアタックは高い攻撃力を誇る。
抗体物質精製
体内に取り込んだ毒素の抗体物質を精製する能力。第18話では、この能力によってムサラビサラの毒に対する解毒剤を作り出した。
細胞融合
自らの身体を細胞レベルにまで分解して、通常の人間の細胞と一体化する能力。その人間に超人的な戦闘能力を与えることが可能。他人の身体を乗っ取る行為であるため人道的観点から使用を控えていたが、第36話にて卑劣なバルンボルンの企みを打ち破るために、プロボクサー沢田の了承を得て使用した。
ミクロ化
液化の後、等身大の敵の体内に侵入できるレベルまで身体を縮小することが可能。第45話にて、外部からの攻撃が一切通用しないグランザイラスを倒す最後の手段として使用した。

## 『仮面ライダーBLACK SUN』

### ブラックサン（黒殿様飛蝗怪人）
南光太郎が1段階目に変身を遂げたバッタ怪人。漆黒の体色に全身が怪人化しており、世紀王サンドライバーが腹部に露出している。
武器は鋭く尖った両手先の爪と背中に生えた2本のバッタの脚部を引き抜いて内部の筋肉を収縮・硬化させた刀としても使用可能な剣型の武器・世紀王ブラックブレード。ただし、この部位は再生能力はないため、2本しか使用できない。
- シャドームーン（銀殿様飛蝗怪人）と同様の原型から作られており、演者のスタイルとカラーリングで差別化している[76]。最初にBLACK SUNが黒で、SHADOWMOONが銀という大まかなイメージがあったため、艶のある黒にしている[76]。中脚が背中から生えているが、ブラブラと動かないように、背中に脚先を固定している[77]。

### 仮面ライダーBLACK SUN
南光太郎が世紀王サンドライバーで変身した姿。
右側に両腕の拳を振って握りしめ、反時計回りに左腕を旋回させ、右斜め上に右腕とともに振り上げ、「変身」の掛け声とともに光太郎の腹部に露出した世紀王サンドライバーの展開状態であったパーツが閉じ、第1段階であった黒殿様飛蝗怪人の姿を経て2段階目の完全体に覚醒する。
黒殿様飛蝗怪人の姿に当初は変身していたが、ビルゲニアによって葵が怪人にされたことを知り、怒りが頂点に達したことでBLACK SUNに覚醒した。光太郎がSHADOWMOONに倒された後に復活した際には、葵が自ら噛んだ指で、BLACK SUNの左胸に途切れた「∞」のマークを描き込まれた。
『BLACK』の時とは異なり、生物的なディテールがより強調されたヒーロー然としたルックスのデザインと造形が施されている。変身ベルトも複雑な構造が垣間見えるメカニカルな意匠となっている。
スピードとパワーは黒殿様飛蝗怪人を上回り、殴る、蹴る、鋭い爪で突き刺す、噛みつくなど自身の肉体を武器として駆使する原始的な戦い方となっている。
武器は胸から背中にかけて配されたバッタの脚の形状をした部位・黒肢脚（）を引き抜いて内部の筋肉を収縮・硬化させ、生命力を注ぎ込んで変化させた刀剣型の武器・世紀王ブラックブレード。ただし、この部位は肉体であるがゆえに再生不可能のため、左右で2回のみしか使用できない。
SHADOWMOONとの最後の戦いでは、腹部に両腕を当てて力を込め、赤く右脚を輝かせて超強力なキックや赤く右拳を輝かせたパンチを放った。
専用ツール
世紀王サンドライバー
BLACK SUNが装着しているベルト状の物体。光太郎の体内に普段は埋め込まれているが、変身時に腹部に露出する。
変身が開始されるとカバーや各部のパーツが全て開いた状態で出現し、赤く本体が光り、中央の4つのパーツがスライドして円形になり、上下のカバーが閉じると赤色にコアの部分が輝き、BLACK SUNに変身する。
- 「大昔に開発されたベルト」という設定から、工場のようなメーターやパイプを配置したメカニカルなものの集合体にしており、時代感を演出するためにアーミーチックなグリーンの配色やチッピングによるウェザリング表現にしている。『BLACK』時の変身ベルトをオマージュしたデザインとなっていたが、樋口の要望で上下逆にすることとなり、サイドのメーター位置を変更している。当初はキングストーンの欠片が入っており、ムーンドライバーに入っているもう1つの欠片と合わせて、はめることで発光や音声が変化する案もあったが、キングストーンとベルトの関連性がストーリー的になくなったため、廃案となった。また、ベルトの一部を取り外すことも検討されたが、複雑な内部構造から実現しなかった。
- 劇中では変形シークエンスはCGで再現されている。

デザイン
デザインは小林大祐が担当した。モチーフは黒トノサマバッタ。昆虫が柔らかい腹部を中脚で守っているというコンセプトでデザインされ、胸部分をたすき掛けのような形で中腹を覆っており、コンセプトビジュアルを務めた樋口真嗣のアイデアで赤いラインが入れられた。ただし、バッタの脚はカニのように再生せず、マークを左胸に付けることも決まっていたため、失った脚はそのままの姿でいくこととなった。カラーリングはマットな黒にしている。手足から露出している筋肉繊維は当初は艶のある黒であったが、短調のため微かに黒にしている。当初はマッシブにする予定であったが、田之上が演じることとなったため、スマートな体型に変更となった。ブラックサンと同様に背中から中脚が生えているが、白石和彌からの「中脚が動いて敵を捕らえられるようにしたい」という要望でレイアウトを変更している。
当初は原典と同様に眼は赤かったが、コンセプトビジュアルを担当した樋口真嗣の提案で、同じことを現在でやってもバリエーションの一つにしかならないため、眼は黒くなった。ただし、最終回の変身や必殺技などでは赤く発光する。白石和彌からの「怒りの表情を入れてほしい」という要望から、目の上側を少し窪ませている。

造形
スーツはアップ・アクション兼用のものが2着制作された。顔は光太郎を演じる西島に似せて作っている。小林の決定稿を基に藤原が生物的な表現を造形時に加えている。スーツアクターの身体をスキャンしたマネキンを基に粘土原型を作っているため、スーツは担当するスーツアクターの専用のものとなっている。眼は視界の良いアクション用とアップ用のパーツを状況に応じて交換している。
眼と同様に全身のラインも仮面ライダーファイズのように光らせたかったが、スケジュールや撮影中のトラブルを考えると現実的ではないため、特殊効果で変身シーンなどの要所で光らせており、当初は樋口が描いた赤いラインを想定していたが、現代的に赤と黄色のグラデーションとなった。
ワンピースではなく部分的に外せるようにしてスーツ自体を修繕しやすいようにしている。股関節と太股はアクション時にシワが寄るのを防ぐために別パーツにしている。

### 新創世王（大蝗怪人）
新たな創世王に変貌した南光太郎の姿。創世王を滅ぼしたBLACK SUNが二つのキングストーンの力を発動させ、自身にSHADOWMOONの身体を取り込んで融合したことでこの姿に変貌した。
銀色の模様が漆黒の身体に入っており、4本のバッタの脚部が背中から生えている。
- デザインは藤原カクセイが担当[86]。

## 専用マシン

### バトルホッパー
暗黒結社ゴルゴムが世紀王の専用車として開発したオフロードバイク型生体メカ。バッタの姿と能力が反映され、悪路の走行に長ける。「賢者の石」とも噂されるモトクリスタルと呼ばれる神秘の鉱石を動力源とし、リライブタンクに貯蔵された強化セラミックに酷似した結晶状の特殊物質メガサイアロンの作用で破損しても短時間で自己再生する。人工頭脳サイバネティックブレインによって制御され、自我を持つため、BLACKの危機に際しては指令がなくても独自の判断で行動するほか、BLACKの脳波を触角上のシンクロナイザーで感知して稼働する。光太郎にとっては良き相棒でもある。
BLACKが搭乗すると体内にあるキングストーンとモトクリスタルのパワーが融合され、最大の力を発揮。この状態で超エネルギーを発生させ、放つ体当たり技ダイナミックスマッシュはコンクリートの壁をも容易く打ち破る。
光太郎が神殿からの脱出時（第2話回想シーンで、光太郎のまま運転）に奪取して愛車とした。普段は光太郎が隠れ家としている廃工場にロードセクターと共に待機し、BLACKがその名を叫ぶと現れる。
市販車への偽装能力はないため、普段の光太郎は改造前から乗っていたスズキ・GSX-R400を日常の足としている。
世紀王の命令以外は一切聞かないため、光太郎＝BLACK以外ではシャドームーンしか操ることが出来ないが、タマムシ怪人のクローン虫が寄生して暴走した際には剣聖ビルゲニアが乗り、ヤマアラシ怪人事件ではBLACKの指示の下、少年戦士が乗って走行している。また、ムカデ怪人事件では自身の判断で杏子を乗せたこともある。
最終決戦ではシャドームーンに操られるも、共に戦ってきたBLACKを守る意思が消え去っていなかったことから、BLACKのキングストーンフラッシュを受けて反旗を翻し、サタンサーベルで切り付けられながらもリライブタンクを爆発させて、シャドームーンにダメージを与えることに成功、BLACKに勝機を与えた。そして、「ありがとう…ライダー」と初めて言葉を発した後、機能停止する。
デザイン・造型
デザインは、石ノ森章太郎による案を元にバンダイ側によって清書された。『仮面ライダーアマゾン』のジャングラーのようにBLACKの頭部を模したフロント部分となっている。
撮影車両のベース自体明確になっておらず、『仮面ライダー画報』などでは「スズキ・RM250のベースに、」と推測されている。シート部分は通常の柔らかい素材ではなく、黒く塗ったFRPとなっている。
当時バンダイ社員であった野中剛によれば、バッタを前面に押し出したデザインに対し玩具売上を危惧する声も挙がっていたが、可動フィギュアとセットになった玩具「プラデラ バトルホッパー」はヒットし、番組売上に貢献しただけでなく、翌年のスーパー戦隊シリーズ『超獣戦隊ライブマン』がメカや武器に動物の要素を入れる一因になったという。

#### 『仮面ライダーBLACK SUN』でのバトルホッパー
南光太郎が1970年代から愛用しているバイクで、自身の手で整備をしている。マフラーやヘッドライトはバッタの形状をしている。何らかの生体部品が中枢に組み込まれており、最小限のメンテナンスと給油のみで新車同様の性能を発揮する。
南光太郎の姿で普段は乗っているが、信彦との決戦のためにゴルゴム党本部に向かった際には、BLACK SUNに変身して搭乗した。
デザイン
デザインは小林大祐が担当した。バトルホッパーと一目でわかるデザインにするため、バッタの顔が付いたバイクであることを心掛けており、ガスマスクがフロント部分に付いたバイクを参考にしている。その後、マフラーやパイプがエンジンから6本出たカスタムバイクを見つけ、昆虫の脚と同じ本数であったため、バッタの脚に見立てている。また、メーター類などは零戦らしさを意識しており、デザインイメージやカラーリングはベルトに合わせたイメージとなっている。

撮影・演出
第10話のオープニング映像では、監督の白石和彌が当時のオープニングのようにガラスをバイクで破るシーンを入れようとしたが、重すぎたため、吊れなかったという。

### ロードセクター
暗黒結社ゴルゴムの研究費援助を受けた大門洋一博士によって製作されたオンロードバイク型文明破壊用マシン。完成直後に博士がゴルゴムによって殺害されたため、マシンは博士の息子である大門明が隠していたが、ゴルゴムに襲われた明とその子、輝一を光太郎が救ったことを機に大門から託され、BLACKの2台目のマシンとなった。
システムインジケーターはRSコンピューターで制御されており、テクニカルディスプレイやヘッドアップディスプレイに情報を伝達し、あらゆる局面での安定的走行をサポートする。バトルホッパーと違い意思はないが、第47話では、バトルホッパーと共に光太郎を案じている。
プラズマイオンエンジンを搭載し、時速800キロ以上に達するとリアカウルがせり上がりマシン上部を覆う音速にも近い超高速走行から搭乗者の庇護を図るとともに、遮蔽物を衝撃で跳ね除ける防御システムアタックシールドが自動的に展開し、特殊バリアがマシン全体を覆う。同時に前方ウィンドシールドが通常の透明フードからコンピュータ制御のスクリーンに変化し目視走行からモニター走行へと切り替わる。この状態になると走路上の障害物を照明灯を兼ねたオプチカルアイで検知し、スパークリングアタックという標的を撃破する突進技を行うことが可能となる。その威力はぶ厚いコンクリート壁などの障壁でも易々と突破できる。前後の二門のバーナーからプラズマジェットを噴射して敵を焼き尽くすダブルバーナーアタックという技を持つ。バトルホッパーとの合同技マシンスクランブルは片方が体当たりを行った後、もう片方が時間差で体当たりを行う。第19話で剣聖ビルゲニア相手に使用した。また、バトルホッパーと共に自動操縦で敵に突撃した後、BLACKが必殺技を放つトリプルファイヤークロスという技もある。プラズマジェットや妨害電波などの装備や機能も備え、走行時にはイオンバリヤーが発生する。
単純な馬力や時速などの性能はバトルホッパーを大きく上回り、オンロードで最大限のスピードを発揮。その反面、小回りが効かず、悪路走破性は皆無に等しい。また、強力すぎるパワーゆえ、BLACK以外の者が乗ることは実質的に不可能で、世界モトGPのトップクラスライダーである大門明でも乗りこなせなかった。
最終話（第51話）では、創世王の死と共に崩壊するゴルゴム神殿からBLACKを脱出させた。
劇中ではバトルホッパーと同じく、変身後の使用がほとんどだが、光太郎のままで運転する場面もある。
2005年8月リリースのDVDビデオ『仮面ライダーBLACK RX vol.4』Disc8の特典映像のインタビューで、倉田てつをは、バトルホッパーは乗りづらかった、ロードセクターの運転は難しかったと語っている。
『仮面ライダーBLACK RX』には登場こそしていないが、第4話冒頭にてライドロン製作中の光太郎が「もうすこしでお前の仲間ができるぞ」とアクロバッターに話しかけるシーンの背景にロードセクターらしいバイクが一瞬見えるものの、放映終了後に雑誌『宇宙船』編集部が読者からの質問を受け、制作会社の東映にロードセクターの行方を質問すると、「ロードセクターは光太郎が大門明に返却した設定になっている」との回答があったことが誌面に掲載された。
デザイン・造型
デザインは、石ノ森章太郎による案を元にバンダイ側によって清書された。バッタをモチーフとしたバトルホッパーに対し、こちらは仮面ライダー1号や仮面ライダー2号のサイクロン号をイメージしている。
玩具版のCM撮影時に監督の矢島から特徴を聞かれたことによって「コンテナを走りながらぶち破る」というものが生まれ、実景で埠頭を走るロードセクターを撮り、それにつながるようにミニチュアでコンテナをぶち破るという特撮シーンが撮影された。

#### 『仮面ライダーBLACK SUN』でのロードセクター
秋月信彦が1970年代から愛用しているバイク。カラーリングはSHADOWMOONを彷彿とさせる銀色の車体に緑色のラインとなっている。車体を覆う金属素材はバトルホッパー開発時に偶然生み出されたもので、現代においても比類なき頑強さを誇る。
1972年に信彦が拘束されてから、長年信彦のアジトに放置されていたが、ゴルゴムの拘束から逃れた後、整備を行って再び彼の愛車となった。
- デザインは小林大祐が担当した[77]。ベース車は既にバイク屋が改造した実車を使うことになったため、同時期にデザインされていたベルトのディテールに合わせている[77]。

### アクロバッター
最終決戦の場に放置されたバトルホッパーの残骸が、RXの進化の際の太陽エネルギーを送り込まれ再生進化した光機動生命体。RXの心強い相棒として活躍した。
人工頭脳アクロマインドは、バトルホッパーのサイバネティックブレインよりも発達しており、流暢に日本語を話せるようになった。また、赤いライト・ハイパーアイを点滅させて感情を表現する。ライドロンが完成間近な際には嫉妬を思わせる言動を示し、拗ねて情報提供を拒んでいる。
フロントカウルからV字に伸びたアンテナ・テレパサイザーによって、RXがリストビットから放つテレパシーを受信できる。劇中では敵の能力を分析する機能や、念動力を発揮するような描写もあった。二段変身したRXが搭乗することにより、自らもそれに応じて変形する能力も有する。市販車への偽装能力はバトルホッパー同様に持っておらず、普段は廃工場に待機しRXの呼び出しに応じて現れる。光太郎は普段使用するバイクをスズキRGV250Γに乗り換えており、主に移動手段として使われた。
動力源モトクリスタルが生み出す無限のエネルギーを、心臓部ダイアレクターがパワーコンバーターへと送り、全身に循環させることによって駆動する。装甲はソーラジルコンと呼ばれる特殊強化物質に強化され、光の粒子を噴射する左右6気筒の推進器フォトンバーナーも新たに備わった。バトルホッパー同様、ライダーが搭乗すると両者のパワーが融合し、ソーラジルコンにパワーを充填して放つ体当たりアクロバットバーンによって障害物を粉砕する。自己再生能力を備えているが、第43話でガテゾーンの攻撃を受け破損したときには、光太郎が修理しようとしていた。
『仮面ライダーディケイド』には、第27話ラスト、光太郎が門矢士 / 仮面ライダーディケイドを見送るシーンで数カットではあるが登場している。
デザイン・造型
デザイン案の段階ではバッタ以外のモチーフも検討されており、トンボ、ハチ、カミキリムシ、サソリ、鳥、さらには人間タイプまでも模索されていた。
バトルホッパーが進化したものとなっているため、決定デザインはRXを模したフロント部分やモトクリスタルを保護するガード部分を踏襲している。デザイン画では、テール部分がスタビライザー状となっている。
撮影車両のベースは明確になっておらず、書籍『仮面ライダー画報』ではスズキ・SF13Aと推測している。

### ロボイザー
アクロバッターがロボライダーへの2段変身に合わせ、リストビットから出るエネルギーによって姿を変えたもの。RXが駆るバイクの中で最高の速度と出力を誇り、武器を備えているところから「攻撃要塞」とも呼ばれる。ただし小回りが利かず、水中活動ができないという弱みがある。
強固な超剛性ボディには、レーザービームキャノンが搭載されている。尾觝部には後ろ向きについたロケット砲があり、スロットルの横にある赤いボタンが発射スイッチとなっている。なおロケット砲は固定式のため、背後の敵しか狙えない。
劇中への登場は、第16話の1度きり。このときの戦闘は怪魔界で行われたものであったため、地球上でロボイザーが活躍することは最後までなかった。
- アクロバッターよりも最高時速を上回るため、車体のラインやフォルムが直線的な意匠となっている[18]。デザイン画では、サイド部分のエンブレムがRXのものとなっている[18]。
- 撮影用車両は新規制作された物である[58]。

### マックジャバー
アクロバッターがバイオライダーへの2段変身に合わせ、リストビットから出るエネルギーによって姿を変えたもの。他のマシンと比較すると、速度や出力で劣る代わり、最も小回りが利く。
ダッシュアタックという突進技を持つ。バイオライダーと同じく液体組成ボディで構成されているため、あらゆる物理攻撃を透過させて無効化する。さらに水圧を操作することで水上や水中潜航も可能とされているが本編での披露は無かった。
劇中への登場は第17話、第20話、第37話の3度のみであり、ある意味で無敵のマシンであるにもかかわらず出番が少ない。乗り手のバイオライダー自身が液化して高速移動できるため、活躍の機会に恵まれなかったのだと思われる。
- バイオライダーが搭乗するマシンのため、極めてシンプルなフォルムに仕上げられている[18]。丸みを帯びたフォルムが、ロボイザーと対照的である[67]。
- 撮影用車両はロボイザー同様新規制作された[70]。

### ライドロン
『RX』第4話から登場する光の車、重装騎マシンとも呼ばれる、RXの赤色の専用四輪車。クライシス帝国で皇帝の政策に反対し、僻地に流されていた元クライシス帝国大学の物理学教授ワールド博士の設計図を託された光太郎が独力で設計図通りに製作した。当初は起動しなかったが、かつてゴルゴムのクジラ怪人がBLACKの命を救った聖なる海の洞窟に運ばれ、生命のエキスを得て起動した。
人工頭脳ライドマインドによる自意識を持ち、会話もできる。車体上部のアンテナ・シンパサイザーにより、RXとテレパシーのやり取りも可能。赤いフロントガラスのドームアイは、ライドロンの気持ちに応じて色が変わる。
ガルウィングドア方式の搭乗ハッチでハイドロジルコン製の特殊装甲ボディを持ち、バリヤーを展開できる。車体の前後には、太陽電池ライドバッテリーを装備している。
絶対にパンクしないノーチラスタイヤで地上を疾駆するほか、車体下部のホバーラスターから光の粒子を噴出して水上も走れる。水中潜航時は車体後部のスペクトラムスクリュー4基で光波の渦を起こすことで進み、車体前部の強力ライト・ビームサーチャーで行く先を照らし出す。車体フロント部分に収納されているグランチャーという特殊金属製のアゴと、車体中央部に突き出たパイルエッジという鋸刀状の突起を連動させることで、地中を掘り進むこともできる。さらには地球と怪魔界を行き来する能力をも有する。
戦闘時にはグランチャーで敵を挟み込んで切断するほか、尾翼バーチカルフィンも武器となる。ライディングアローと呼ばれる体当たり技もあるが、直接攻撃よりは撹乱や脱出のために用いられることが多かった。
ライドロンもまた、アクロバッターと同じ念動力（と思われる能力）を有している。普段はアクロバッターと共に廃工場に待機し、RXのコールでどこへでも駆け付ける。
アントロン戦では、バイオライダーも搭乗した。
- 仮面ライダーシリーズでは、初の四輪マシンである[18]。企画の初期段階では、アクロバッターに次ぐ2台目のマシンもバイクとして考えられていたが[120]、従来のライダーマシンとは異なる方向性を目指した結果、自動車型メカの登場が決定した[121]。

デザイン・造型
ベース車はマツダ・サバンナRX-7（SA22C）。
デザインは、石ノ森章太郎によるデザインがバンダイ側で清書された。デザインイメージは『海底二万里』のノーチラス号。RXのマスクを模したフォルムとなっている。
他の作品への登場
映画『スーパーヒーロー大戦GP 仮面ライダー3号』
CGで登場。復活したRXとともにグランプリに途中参戦し、同じく途中から参加した魔進チェイサーと戦った。

### その他の媒体に登場するマシン
ネオアクロバッター
『仮面ライダーSD』でRXが使用するバイク。なお、『仮面ライダーSD』でそれぞれのライダーが乗るバイクは、原典での名称に「ネオ」を付けたものとなっている。

## 南光太郎
『仮面ライダーBLACK』と続編『仮面ライダーBLACK RX』の主人公であり、仮面ライダーシリーズでは異例の主役続投を果たしている。

### 『仮面ライダーBLACK』
主人公。秋月信彦と同じく19年前の皆既日食の日の同時刻に生まれた。家族構成は父・正人、母・友子。3歳の時に両親と死別し、父の学者仲間だった信彦の父・総一郎の養子となる。東星大学人文学部2年生で、信彦と共にサッカー部に所属。頭脳明晰でもあり、コンピューター理論や機械工学にも精通する。
19歳の誕生日パーティの最中に起こった不可思議な現象に疑惑を抱き、主催した総一郎の真意を突き止めるべく家に戻ろうとしたところを信彦共々三神官に連れ去られ、生体改造手術を経て世紀王ブラックサンとされたが、脳改造される直前に総一郎の手引きで脱出。以後、仮面ライダーBLACKを名乗り、ゴルゴムの陰謀に立ち向かうことになる。
改造人間として、変身せずとも驚異的な筋力のほかに高い治癒能力や解毒能力を与えられており、五感も赤外視、無指向性聴覚などが強化されている。一定の変身ポーズをとると、緑色のエネルギーを全身から放出し、バッタ男の姿を経てBLACKに変身する。
本作品が「仮面ライダー0号」として企画されたこともあり、事あるたびに「自らが改造人間にされたことへの苦悩」や「自らと同じ境遇ながら、自我をなくした信彦と戦う苦悩」などにさいなまれるシーンが描かれた。
性格は正義感の強い熱血漢と言える。上記の通り「BLACK」劇中では、仮面ライダーとして一人ゴルゴムから人々を守り信彦を救い出さねばならないという重圧や孤独感から、事件を追っている際は重苦しくもの悲しい表情や描写が多いが、改造される前の回想を見るに本来は明るく快活な青年であることがうかがえ、杏子や克美の前では素の自分を見せることも多い。また女優である月影ゆかりのファンだったり、大井裕子の小悪魔的魅力を評価するなどのミーハーな面やサボテンに水をやりすぎる（しかし、それはサボテン怪人を倒すきっかけとなった）などがさつな面もある。
一人称は平時は「僕」が多いが、ゴルゴムとの戦闘時はしばしば「俺」になる。
光太郎は些細な事件（マグロ泥棒など）であっても、「ゴルゴムの仕業か！」の台詞と共に調査を開始することがよくあり、「ゴルゴムの仕業だ！」は雑誌『ファンロード』誌上で流行語になった。ほとんどの怪人はゴルゴムと呼んでいるが、一部の怪人（人語を喋る怪人）、三神官（三大怪人）、剣聖ビルゲニア、シャドームーン、創世王に対しては名前で呼ぶ。東映公認のカードゲーム『レンジャーズストライク』や『仮面ライダーバトル ガンバライド』でも「ゴルゴムの仕業」というカードが登場している。
シャドームーンとの戦いで敗れ一度死亡するが、クジラ怪人が用いた命のエキスで復活し、ゴルゴムを壊滅させる。しかし、当初の目的だった信彦救出には失敗し、杏子と克美は戦火を逃れて渡米後に連絡が取れず消息不明となり、戦友のバトルホッパーも喪うなど勝利の代償はあまりにも重かった。第51話予告では、BLACKが崩壊するゴルゴム神殿からシャドームーンを守るシーンが放送されたが、本編ではこのシーンはカットされた。最終決戦後は活動拠点としていた喫茶店「キャピトラ」に立ち寄りそこでかつての仲間たちの写真と楽しかった日々を回想し過去に別れを告げるとバイクに乗り人知れず旅立っていった。
- 演じた倉田てつをは、「演技を自由にやらせてもらっているため光太郎には倉田の地が出ている」と述べている[126]。

### 『仮面ライダーBLACK RX』
前作より引き続き主人公として登場する。20歳。暗黒結社ゴルゴムを滅ぼして日本に平和を取り戻した後、叔父である俊吉の元にやってきた。俊吉によると当時は何かに打ちのめされたようにボロボロな状態だったようで、佐原家で茂やひとみと暮らすうちに次第に明るくなっていき、「充実した人生を送って欲しいから」と願う俊吉の勧めで、ヘリ操縦士の免許を取得し、佐原航空の専属パイロットとして新しい生活を送り始めた。光太郎は俊吉をおじさんと呼んでいるが、実際は光太郎と俊吉の親族関係は定かではない。
新たなる侵略者であるクライシス帝国の襲撃を知りBLACKに変身しようとしたところを妨害されて捕えられ、クライシス帝国の地球侵略に協力するよう強要され、それを拒否したことでBLACKへの変身機能を破壊され宇宙空間へ放出されてしまうが、地球の影によって発生した太陽光線による日食の光を直接浴びたことによるエネルギーのオーバーロードとキングストーンの力により新たなる姿仮面ライダーBLACK RXへと変身する能力を得る。
居候の身とはいえ家族を得て、新しい生活の中で本来の明るく陽気な性格を取り戻している。ゴルゴムとの戦い、特に兄弟同然の秋月信彦（＝シャドームーン）との戦いで負った心の傷が決して浅くないことを覗かせたり、孤独になるということを極端に恐れたりすることがある。しかし、平和を守る強い決意と仲間たちの支えの下、果敢にもクライシス帝国に戦いを挑む。策略を用いてクライシス帝国を翻弄するというBLACK時代にはなかった一面も見せた。
改造人間ゆえに変身前でも常人を上回る身体能力を有し、本作品では落下する自動車に下敷きになる振りをしたり、5分間呼吸を停止することも可能であることが描写されている。
『BLACK』時代は一人称に「僕」を用いることが多かったが、本作品では基本的に「俺」になっている。ただし年長者との会話では「僕」も用いる。
口癖は「冗談じゃないぜ!」。また前作同様に、玲子から預かったサボテンに水をやり過ぎてダメにしてしまうなど、花の栽培が苦手なところは全く変わっていない。クライシス帝国壊滅後、「人間が地球を汚すことで新たな脅威が生まれる」という言葉を胸に秘め、己を鍛える旅に出た。
BLACKの時は、ゴルゴムの怪人のほとんどを「ゴルゴム」と呼んでいたが、RXの時は、クライシス帝国の怪人をクライシスと呼ぶこともあるが、ほとんど名前（ゲドリアン、ガテゾーン、ボスガン、マリバロン、ジャーク将軍、ダスマダー大佐、クライシス皇帝含む）で呼んでいる。

### 『仮面ライダーBLACK SUN』での南光太郎
1963年、幼少期に科学者で父の南光三とその親友の秋月総一郎によって次期創世王候補として改造手術を受け、キングストーンを体内に埋め込まれてブラックサンとなる。年齢は70歳で、ヒートヘブンの接種を拒んでいるため、年齢が刻まれた外見となっている。
1972年、差別と戦って怪人の権利を獲得するために五流護六に属していたが、親友の信彦やダロムたちとは50年前に決別し、それ以降は全ての希望を失って表舞台から姿を消して万屋として暗殺や借金の取り立てを請け負って日銭を稼ぐ荒んだ日々を送っていたが、暗殺を請け負った14歳の中学生の少女・葵と出会ったことで再び戦う決意をする。
その中で、信彦とも再会し、ゴルゴムにキングストーンを持つ葵が狙われていることを知るが、彼女がビルゲニアによってカマキリ怪人に改造されたことを知ると、BLACK SUNへと変身する。
だが、信彦がゴルゴム党の新たなリーダーとなったことで、彼と戦うが、彼に敗北して絶命する。
その後、クジラ怪人によって怪人を蘇らせる術の処置を受け、復活し、信彦との再戦で勝利し、キングストーンを手に入れ、新創世王となる。
だが、ビシュムによってヒートヘブンや新たな怪人を生み出すエキスを抽出する装置に繋がれ、光太郎としての意識が失われていたが、意識がわずかに残っており、殺してくれと葵に懇願したことで、葵によってサタンサーベルで貫かれて塵と化した。

## その他の登場作品

### 平成仮面ライダーシリーズ
『仮面ライダーディケイド』
テレビシリーズの第26話と第27話において登場。それぞれ別の世界に2人の光太郎が存在する。
映画『仮面ライダーディケイド オールライダー対大ショッカー』
BLACKとRXが登場。
映画『オーズ・電王・オールライダー レッツゴー仮面ライダー』
BLACKとRXが登場。 他の悪の組織を吸収し一大勢力となったショッカーの怪人連合を倒すべく1号、2号のダブルライダーとNEW電王、オーズを助けるため、人々の思いを受けて他の仮面ライダーたちと共に登場。ショッカーの怪人連合の幹部で暗黒結社ゴルゴム代表として登場した大神官ダロムと共にショッカーの怪人連合の怪人として登場したメタルゲラスとサーペントアンデッドとショッカー戦闘員軍団と戦った。
ネットムービー『ネット版 オーズ・電王・オールライダー レッツゴー仮面ライダー 〜ガチで探せ！君だけのライダー48〜』
BLACKが「Type29. つかめ! 王者のストーン! 〜おひつじ座O型の君へ〜」に、RXが「Type1. 太陽の子の花嫁! 〜いて座A型の君へ〜」にメインゲストとして登場。
『仮面ライダーフォーゼ』
テレビ本編第2話にRXが登場。ネットで流れたライダー伝説のビデオ映像で兵士チャップと戦う様子が描かれる。
映画『仮面ライダー×スーパー戦隊 スーパーヒーロー大戦』
BLACKとRXが登場。
BLACKは当初、ゴーカイグリーン / ドン・ドッコイヤーの回想で、ゴーカイレッドにやられる仮面ライダーたちの中に登場し、ゴーカイレッドに時空の狭間に消されていたが終盤でRXと他の仮面ライダーたち、スーパー戦隊たちと共に復活し駆け付け、大ショッカー、大ザンギャック（ショッカー・ザンギャック連合）と戦った。その後の最終決戦では光戦隊マスクマンの5人と共に、ジャーク将軍とシャドームーンと戦った。レッドマスクと共にキックを放ち、シャドームーンとジャーク将軍を撃破した。
劇中、シャドームーンに対して「信彦」と呼んでいた。
RXは、最終決戦時のみ登場。ゴーカイレッドに時空の狭間に消されていたが終盤でBLACKと他の仮面ライダー、スーパー戦隊と共に復活し大ショッカー、大ザンギャック（ショッカー・ザンギャック連合）と戦った。その後の最終決戦ではBLACKと違い目立った出番は無いが、終盤戦ではディケイドや1号、クウガ、龍騎、ブレイド、電王たちと共にカニレーザーと戦った。
映画『仮面ライダー×スーパー戦隊×宇宙刑事 スーパーヒーロー大戦Z』
最終決戦時のみRXが登場。
ゲーム『仮面ライダー クライマックスヒーローズ フォーゼ』
BLACKとRXが登場。
映画『平成ライダー対昭和ライダー 仮面ライダー大戦 feat.スーパー戦隊』
BLACKとRXが登場。
映画『スーパーヒーロー大戦GP 仮面ライダー3号』
BLACKとRXが登場。本作品では原典同様、明確にBLACKとRXが同一人物という設定になっている。
子供たちの夢を守るために、ショッカーに対し反旗を翻し仮面ライダーBLACKとして戦っていた。この行動が歴史改変を受けショッカーの一員となっていた泊 進ノ介 / 仮面ライダードライブがショッカーに反旗を翻すきっかけを作った。
一度、ショッカーの襲撃を受け行方をくらませるが、泊進ノ介という光を受け、仮面ライダーBLACK RXとして復活した。
映画『仮面ライダー電王 プリティ電王とうじょう!』
RXが登場。

### 令和仮面ライダー
映画『セイバー+ゼンカイジャー スーパーヒーロー戦記』
BLACKとRXが登場。
映画『仮面ライダー ビヨンド・ジェネレーションズ』
RXが登場。

### 漫画
『仮面ライダーBlack』
仮面ライダーBlack#登場人物を参照のこと。
漫画『仮面ライダー11戦記』
若輩者に描かれ、以心伝心の本郷と一文字を見て二人の境地に達したいと思っていた。大首領との決戦ではキングストーンファイナルエクスプロージョンで突破口を開いた。
漫画『時空英雄仮面ライダー』
時空を超えてBLACKとRXが共闘。感覚を共有し、BLACKがRXに助言したこともある。
青木たかお版漫画『仮面ライダーZO』
仮面ライダーBLACK RXが登場。仮面ライダーZOと共にシャドームーンの体を奪ったジャーク将軍と戦う。
ゲーム『仮面ライダー 正義の系譜』
仮面ライダーBLACKが登場。1988年、暗黒結社ゴルゴムとの戦いの最中、地熱発電所でブラック将軍と対決する。

### コンパチヒーローシリーズ
『ヒーロー戦記 プロジェクト オリュンポス』
直情径行型で女好き。涙もろい面もある。シャドームーンに敗れた後、RXに変身するようになる。
『スーパー特撮大戦2001』
BLACKとRXが登場。原典の『RX』では上記の通り、暗黒結社ゴルゴム壊滅後ヘリコプターパイロットとなっていたが、この作品では新命明（アオレンジャー）からのヘリコプターパイロットへの誘いを断ることで仮面ライダーBLACK RXになる。
『スーパーヒーロー作戦 ダイダルの野望』
BLACKとRXが登場。原典の『RX』と異なり、暗黒結社ゴルゴム壊滅後、クライシス帝国ではなくダイダル兵に変身機能を破壊され仮面ライダーBLACK RXになる。
『ロストヒーローズ』
RXが登場。ジ・Oに捕らわれていた。
『ロストヒーローズ2』
BLACKとRXが登場。前作ではRXとして登場していたが、本作品では力を失いBLACKとして登場。

## 仮面ライダーBLACKを演じた人物
仮面ライダーBLACK RXを演じたのみの人物も含んでいる。

### 俳優
倉田てつを
- 『仮面ライダーBLACK』（劇場版も含む。第1話の初変身時のバッタ男へ変わるカットも倉田がスーツアクターを担当し、BLACKのスーツアクターも一部担当。）
- 『仮面ライダーBLACK RX』
- 『仮面ライダー世界に駆ける』
- 『仮面ライダーディケイド』
- 『劇場版 仮面ライダーディケイド オールライダー対大ショッカー』
- 『スーパーヒーロー大戦GP 仮面ライダー3号』

西島秀俊
- 『仮面ライダーBLACK SUN』

中村蒼
- 『仮面ライダーBLACK SUN』 - 50年前の光太郎

岩田琉聖
- 『仮面ライダーBLACK SUN』 - 幼少期の光太郎

### スーツアクター
岡元次郎
- 『仮面ライダーBLACK』 - BLACK
- 『仮面ライダーBLACK RX』 - RX、ロボライダー、バイオライダー
- 『仮面ライダーディケイド』 - BLACK、RX
- 『劇場版 仮面ライダーディケイド オールライダー対大ショッカー』 - BLACK、RX
- 『ネット版 仮面ライダーディケイド オールライダー超スピンオフ』 - BLACK
- 『仮面ライダー×スーパー戦隊 スーパーヒーロー大戦』 - RX
- 『スーパーヒーロー大戦GP 仮面ライダー3号』 - RX
- 『仮面ライダー電王 プリティ電王とうじょう!』 - RX

岩田時男
- 『仮面ライダーBLACK RX』 - RX（代役）、ロボライダー、バイオライダー（後期）

菊池寿行
- 『仮面ライダーBLACK RX』 - RX（代役）、ロボライダー

新堀和男
- 『仮面ライダーBLACK RX』 - RX（代役）

北村隆幸
- 『仮面ライダーBLACK RX』 - RX（代役）、バイオライダー（代役）

高岩成二
- 『右曲がりのダンディー』 - RX

藤井祐伍
- 『仮面ライダーディケイド』 - RX
- 『スーパーヒーロー大戦GP 仮面ライダー3号』 - BLACK

田之上生海
- 『仮面ライダーBLACK SUN』 - BLACK SUN、ブラックサン（黒殿様飛蝗怪人）

### 声優
倉田てつを
- 『仮面ライダー 正義の系譜』
- 『仮面ライダーバトル ガンバライジング』（第3弾以降）
- 『スーパーヒーロージェネレーション』
- 『ロストヒーローズ』シリーズ
- 『仮面ライダー バトライド・ウォー』シリーズ
- 『オール仮面ライダー ライダージェネレーション』シリーズ（第3作）
- 『仮面ライダー クライマックスファイターズ』シリーズ
- 『仮面ライダー ストームヒーローズ』（ボイス差し替え後）
- 『仮面ライダー シティウォーズ』

小野寺丈
- 『仮面ライダーSD』

平井啓二
- 『仮面ライダーバトル ガンバライド』
- 『仮面ライダーバトル ガンバライジング』（第2弾まで）
- 『オール仮面ライダー ライダージェネレーション』シリーズ（第2作まで）
- 『仮面ライダー クライマックスヒーローズ』シリーズ
- 『仮面ライダー ストームヒーローズ』（ボイス差し替え前）

穴井勇輝
- 『オーズ・電王・オールライダー レッツゴー仮面ライダー』- BLACK

松本保典
- ネット版『オーズ・電王・オールライダー レッツゴー仮面ライダー 〜ガチで探せ！君だけのライダー48〜』 - RX

田中大文
- 『仮面ライダー×スーパー戦隊 スーパーヒーロー大戦』 -  BLACK

神谷浩史
- 『平成ライダー対昭和ライダー 仮面ライダー大戦 feat.スーパー戦隊』 - BLACK

鈴村健一
- 『平成ライダー対昭和ライダー 仮面ライダー大戦 feat.スーパー戦隊』 - RX

関智一
- 『仮面ライダー電王 プリティ電王とうじょう!』 - RX

## 関連キャラクター
シャドームーン
対立関係にあたるブラックサンと並ぶもう1人の世紀王。原典のみならず、客演作品などでも宿敵として対決することがある。

ブラックダミー
漫画『仮面ライダーBlack PART⊗ イミテーション・7』の主人公。ゴルゴムがBlackを倒すための訓練の目的で生み出した訓練用の改造人間。
仮面ライダージョーカー
変身ポーズに仮面ライダーBLACKの要素が取り入れられている。